# Carmen Scalcione
Carmen Scalcione (La Plata, provincia de Buenos Aires, Argentina, 1924–Buenos Aires, 22 de septiembre de 2002) fue una pianista destacada y profesora de música que dirigió varias instituciones de enseñanza cuya notable personalidad artística le permitía abordar con solvencia los más diversos compositores y estilos. Estuvo casada con el pianista Dante Amicarelli con quien tuvo tres hijos.

## Actividad profesional
Su padre, Ernesto Scalcione, perteneció a la Orquesta Estable del Teatro Colón y llevó muy pequeña a Carmen a Italia, donde estudió en el Conservatorio de San Pietro a Maiella, de Nápoles, en el que llegó a recibir lecciones del famoso maestro Florestano Rossomandi (1857 – 1933). De regreso a Argentina, siguió estudiando con Vicente Scaramuzza, un discípulo de Rossomandi y maestro de destacados músicos como Martha Argerich, Bruno Leonardo Gelber, Daniel Levy, Mauricio Kagel, Fausto Zadra, Carmen Piazzini, Sylvia Kersenbaum, Antonio De Raco, Elizabeth Westerkamp, Horacio Salgán, Osvaldo Pugliese, Atilio Stampone y Orlando Goñi, entre otros, y fundador de una de las más prestigiosas escuelas de piano en América.
Un notable concierto que dio cuando sólo tenía trece años, ejecutando los conciertos para piano N° 5 (“El emperador”), de Beethoven, y el N° 1 de Liszt, con la orquesta dirigida por el maestro Scaramuzza fue comentado por La Nación ponderando “su mecanismo sumamente depurado al servicio de una interesante sensibilidad musical”. Scalcione recibió en Chile clases magistrales de Claudio Arrau y en la década de 1970 vlvió a Italia, para hacer lo propio con los maestros Carlo Zecchi (1903 – 1984) y Tito Aprea (1904 – 1989), destacado pianista, musicólogo y compositor, en la Accademia Nazionale di Santa Cecilia en Roma.
Luego de un paréntesis de varios años volvió a sus presentaciones en la década de 1970 realizándolas con gran éxito, en Chile, México, Estados Unidos e Italia.
No dejó de ejercer la docencia, dirigió  y enseñó en el Conservatorio Provincial de Mar del Plata, y hasta 1974 enseñó en el Conservatorio de Música Gilardo Gilardi, de La Plata. En 1980 se hizo cargo en la ciudad de San Juan de la cátedra de piano del Departamento de Música de la Universidad de Cuyo. Entre quienes fueron sus alumnos se encuentran Martha Argerich, Natalia Grima y Nelson Goerner; este último al comentar dos CD editados en forma póstuma en 2005 expresó:

"El arte pianístico de Carmen Scalcione era excepcional. Sus medios técnicos de magnífica calidad no conocían límites y su honda sensibilidad los canalizaba con naturalidad y nobleza al servicio de la expresión, obteniendo una sonoridad cuya plenitud y belleza nos es restituido por estos registros"

Carmen Scalcione falleció en Buenos Aires el 22 de septiembre de 2002.